# South Carolina Stingrays
South Carolina Stingrays – amerykański klub hokeja na lodzie z siedzibą w North Charleston, Karolina Południowa. Grają w Południowej Dywizji Wschodniej Konferencji ligi ECHL i domowe mecze rozgrywają w North Charleston Coliseum w North Charleston.
Stingrays to pierwszy zawodowy zespół hokejowy założony w Karolinie Południowej. Po przeniesieniu Johnstown Chiefs do Greenville w Karolinie Północnej w 2010, Stingrays stał się najstarszym nieprzerwanie działającym klubem w ECHL, który funkcjonuje w mieście w którym powstał. Wheeling Nailers są w Wheeling od 1981 roku, ale klub był przeniesiony z Winston-Salem w 1992.

## Historia
South Carolina Stingrays zostali założeni w 1993 roku jako zespół ekspansyjny w ECHL. W skład zarządu wchodzili Joseph Scanlon na stanowisku prezesa /general manager oraz były zawodnik NHL Rick Vaive jako trener.
Zespół miał się oryginalnie nazywać South Carolina Sharks, ale ostatecznie nazwa została zmieniona na Stingrays, aby uniknąć sporu dotyczącego nazwy klubu z San Jose Sharks.
Pod koniec 1993 roku, Scanlon złożył pozew w sądzie kanadyjskim, próbując przejąć całkowitą kontrolę nad klubem. W grudniu tegoż został zastąpiony na stanowisku prezydenta klubu i dyrektora generalnego przez Marcel Dionne, byłego zawodnika oraz członka Hockey Hall of Fame.  W lutym 1994, Lynn Bernstein, wspólnik Scanlona, Dionne został oskarżony o napaść w sprawie sporu dotyczącego usunięcia znaków reklamowych w North Charleston Coliseum, ale później został uniewinniony.  Pozostał też na stanowisku prezesa i dyrektora generalnego klubu.
Na początku 1995, razem z Charlotte, Greensboro i Hampton Roads, klub miał zaoferowane miejsce (ekspansja) w AHL, poziom pośredni między ECHL a NHL.
Jednak zarząd klubu postanowił pozostać w ECHL, powołując się na chęć utrzymania poziomu przystępności dla fanów.
Pozostałe trzy kluby zaakceptowały oferty AHL, stając się Charlotte Checkers, Carolina Monarchs i Norfolk Admirals.
W tym samym roku Marcel Dionne opuścił organizację. Rick Vaive zastąpił go na stanowisku dyrektora operacji hokejowych, zachowując jednocześnie pozycję trenera, dając mu większą kontrolę nad decyzjami kadrowymi.
Na sezon 1998/99, Vaive przyjął pozycję trenera z Saint John Flames z AHL. Jego asystent, Rick Adduono, zastąpił w roli trenera i dyrektora generalnego, a były bramkarz Stingrays, Jason Fitzsimmons został mianowany asystentem trenera w miejsce Adduono.
W sezonie 2001-02 klubowi nie udało się awansować do pierwszej rundy playoffs, i Adduono został zwolniony.  Fitzsimmons został nowym trenerem, a Jared Bednar, były zawodnik Stingrays, został jego asystentem.
Pomimo długotrwałej współpracy z Buffalo Sabres, Stingrays zerwali umowę tuż przed rozpoczęciem sezonu 2001-02, i przez trzy lata grali niezależnie.
Na sezon 2004-05 klub zgodził się na afiljacje z Washington Capitals.
Fitzsimmons zrezygnował z pozycji po tym jak klub się niezałapał do playoffs po raz pierwszy w historii klubu w sezonie 2006-07.
Bednar przejął funkcję trenera.
W sezonie 2008/09 Stingrays zdobyli Kelly Cup.  Wkrótce potem Bednar zrezygnował, ponieważ został zatrudniony jako asystent trenera w Abbotsford Heat, klubie farmerskim Calgary Flames, a potem jako trener Peoria Rivermen w lidze AHL, klubie farmerskim St. Louis Blues na sezon 2010–2011.
W dniu 25 lipca 2012, Stingrays podpisali umowę z Boston Bruins oraz ich filią w lidze AHL, Providence Bruins.
26 czerwca 2014, Washington Capitals ogłosili umowę o afiljacji ze Stingrays na sezon 2014-15, automatycznie dając Stingrays dwie drużyny afiljacyjne w NHL. W 2015 r. Rada dyrektorów ECHL zagłosowała za zezwoleniem tylko jednej afiljacji klubu w ECHL z klubem w NHL, po połączeniu z Central Hockey League tuż przed startem sezonu 2014-15 (28 klubów).  Boston Bruins zmienili swoją afiljację ze Stingrays na Atlanta Gladiators zaczynając od sezonu 2015/16.
W dniu 6 lipca 2016, asystent trenera Stingrays, Ryan Warsofsky został nowym trenerem klubu oraz dyrektorem operacji hokejowych.
17 kwietnia 2018, rodzina Zucker, współ właściciele klubu od 1994, sprzedała swoje udziały w biznesmenowi z Connecticut, Todd Halloran.
Po zakończeniu sezonu 2017-18, Warsofsky został zatrudniony jako asystent trenera w Charlotte Checkers i został zastąpiony przez Spiros Anastas.

## Osiągnięcia
- Mistrzostwa dywizji: 1995, 1997, 1998, 2001, 2014, 2016)
- Mistrzostwa w sezonie regularnym: 1997
- Mistrzostwa konferencji: 1997, 2001, 2009, 2015, 2017
- Kelly Cup – mistrzostwo ECHL: 1997, 2001, 2009